# Campbell Stewart
Campbell Stewart (Palmerston North, 12 de mayo de 1998) es un deportista neozelandés que compite en ciclismo en las modalidades de pista y ruta.
Participó en los Juegos Olímpicos de Tokio 2020, obteniendo una medalla de plata en la prueba de ómnium. Ganó cinco medallas en el Campeonato Mundial de Ciclismo en Pista entre los años 2019 y 2023.

## Medallero internacional
| Juegos Olímpicos   | Juegos Olímpicos      | Juegos Olímpicos  | Juegos Olímpicos        |
| Año                | Lugar                 | Medalla           | Competición             |
| ------------------ | --------------------- | ----------------- | ----------------------- |
| 2020               | Tokio (Japón)         | Medalla de plata  | Ómnium                  |
| Campeonato Mundial |                       |                   |                         |
| Año                | Lugar                 | Medalla           | Competición             |
| 2019               | Pruszków (Polonia)    | Medalla de oro    | Ómnium                  |
| 2020               | Berlín (Alemania)     | Medalla de plata  | Persecución por equipos |
| 2020               | Berlín (Alemania)     | Medalla de plata  | Madison                 |
| 2023               | Glasgow (Reino Unido) | Medalla de bronce | Persecución por equipos |
| 2023               | Glasgow (Reino Unido) | Medalla de bronce | Madison                 |

## Palmarés
2020
- 1 etapa de la New Zealand Cycle Classic

2021
- 1 etapa de la New Zealand Cycle Classic
- 2 etapas de la París-Arrás Tour

2023
- 1 etapa de la CRO Race

## Resultados en Grandes Vueltas
| Carrera | Carrera         | 2021 | 2022 | 2023  | 2024 |
| ------- | --------------- | ---- | ---- | ----- | ---- |
|         | Giro de Italia  | —    | —    | 108.º | —    |
|         | Tour de Francia | —    | —    | —     | —    |
|         | Vuelta a España | —    | —    | —     | —    |

| —: No participó | Ab: Abandono |